# Artur Schuschnigg (Offizier)

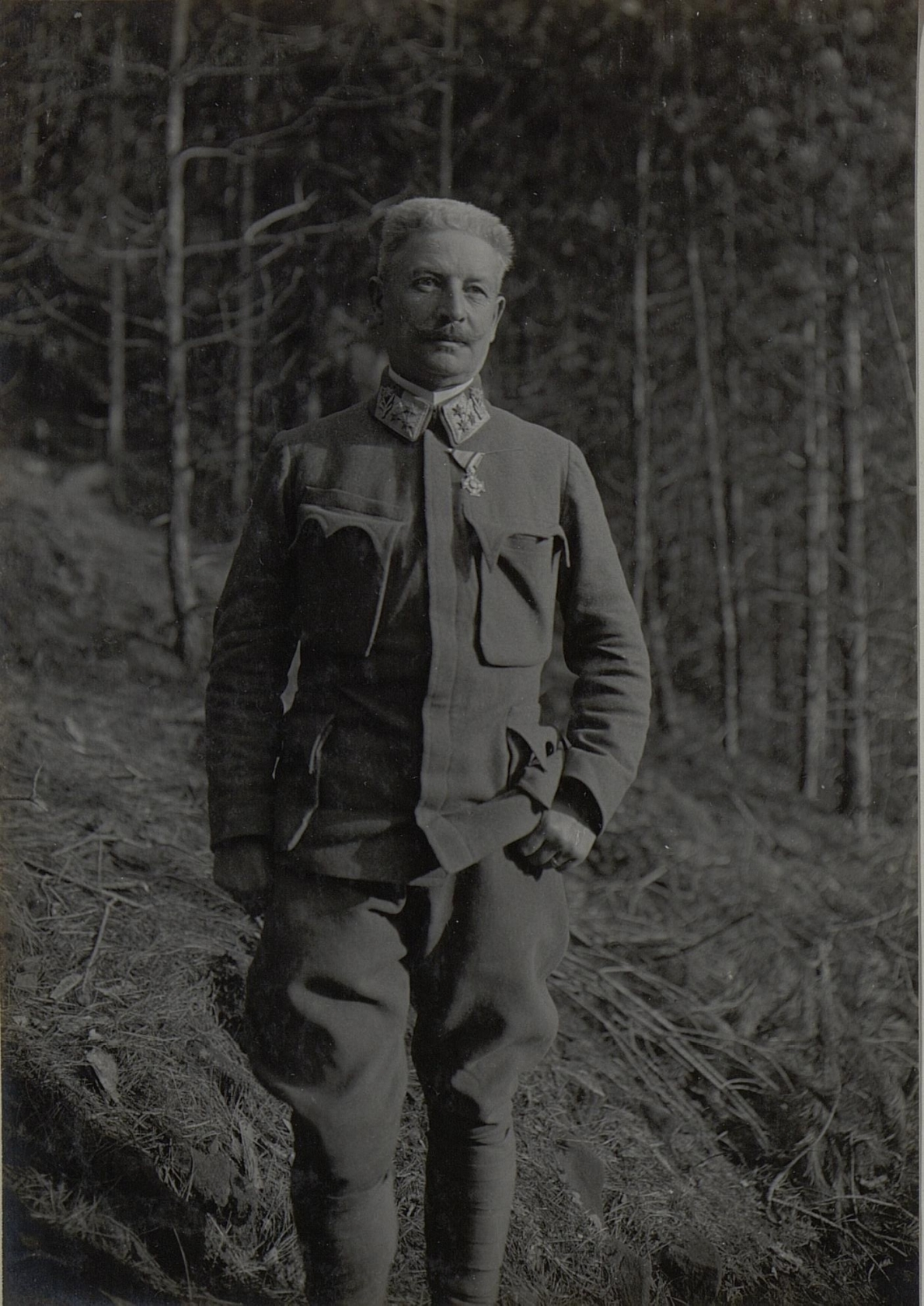
Artur von Schuschnigg als Oberst des Landwehr-Infanterieregiments Nr. 4

Artur Schuschnigg, von 1898 bis 1919 Edler von Schuschnigg, (* 14. Jänner 1865 in Kufstein; † 20. Oktober 1938 in Wien) war ein österreichischer Offizier.

## Leben
Artur Schuschniggs Vater Alois Schuschnigg (1833–1911) war Sohn eines Mehlhändles aus Klagenfurt. Nach einer Karriere beim Heer ließ er sich 1859 zur K.k. Gendarmerie versetzen, für die er hauptsächlich in Tirol tätig war und wo 1865 Sohn Artur zur Welt kam. Zuletzt, bis zu seiner Pensionierung 1900, war Alois Schuschnigg Landes-Gendarmeriekommandant von Tirol, 1898 war er in den erblichen Adelsstand erhoben worden.
Artur Schuschnigg absolvierte eine Ausbildung an der Theresianischen Militärakademie in Wiener Neustadt und wurde 1885 als Leutnant ins Feldjägerbataillon Nr. 9 ausgemustert. Durch die Erhebung seines Vaters Alois in den erblichen Adelsstand durfte er sich ab 1898 Edler von Schuschnigg nennen. Am Ersten Weltkrieg nahm er als Regimentskommandant teil. Im ersten Kriegsjahr führte er die Festungsbesetzung des Kriegshafens Pola. Von August 1915 an kommandierte er das kärntnerische Landwehr-Infanterieregiment Nr. 4. Zu Kriegsende geriet er in italienische Kriegsgefangenschaft, aus der er im August 1919 heimkehrte. Er wurde im Krieg wiederholt ausgezeichnet. Am 31. Oktober 1918 wurde er pensioniert. Im März 1922 erhielt Schuschnigg den Titularrang Generalmajor, im Januar 1938 den Titularrang Feldmarschallleutnant.
Artur Schuschnigg war mit Anna, geborene Wopfner (1872–1935), einer Schwester des Historikers Hermann Wopfner, verheiratet und hatte zwei Söhne. Sein ältester Sohn war der spätere österreichische Bundeskanzler Kurt Schuschnigg (1897–1977), sein jüngerer Sohn der spätere Kunsthistoriker und Rundfunkmitarbeiter Artur Schuschnigg (1904–1990).